# Daniel Ambrosino
Daniel Ambrosino es un periodista argentino. Se desempeña como cronista y ha trabajado como panelista en el programa de espectáculos Intrusos en el espectáculo, Infama, El show de los escandalones y EPA! por América TV.

## Carrera
Comenzó su carrera en 2001 como cronista en Intrusos en el espectáculo entrevistando a famosos. Luego fue participando regularmente como panelista y actualmente continúa realizando las dos tareas. En las temporadas de verano, es el encargado de realizar notas y móviles desde Mar del Plata, mientras que su compañero Pablo Layús entrevista desde Villa Carlos Paz.
En 2006 tuvo un programa radial en Radio Rivadavia junto con Daniel Gómez Rinaldi. En ese año se incorporó a Movida 630 otro programa de Radio Rivadavia (AM 630), conducido por Juan Alberto Mateyko, quien tenía en su equipo a Sergio Gonal, Miguel del Sel, Aschira, Claudia Fasolo, Marilú Conforte, José Luis Braga, Fernando García (de ESPN radio), Yani y Juanjo Salce, y tuvieron como invitados, entre otros, a Alejandro Sanz, Facundo Saravia, The Beats, Fonseca, León Gieco y Cecilia Milone.
El 15 de diciembre de 2007 comenzó a conducir un programa de radio semanal llamado La tapa (que en un principio contaba con la presencia de Luis Ventura y Pablo Layús) en Mar del Plata en Radio Brisas 98.5 en donde invita a famosos para entrevistarlos. En televisión, los domingos conducía y continúa haciéndolo, junto con su compañera de Intrusos Cora de Barbieri, el programa 7 en 1, un programa similar a Zapping que hace recopilaciones de los temas más destacados de la semana y además cuenta con la presencia de invitados mediáticos, como Jacobo Winograd, Guido Süller, Tomasito Süller, Amigacho, entre otros famosos.
Ese año también fue convocado para actuar por Los Kiene Soneto, un grupo rosarino clásico en Mar del Plata, pero rechazó la oferta.
En 2008 fue parte de La previa del show, que era un programa dependiente de Bailando por un sueño en donde se transmitían las previas de los bailes; se emitía por Magazine y era conducido por Carlos Monti, y sus panelistas eran Laura Ubfal, Flavio Mendoza y Damián Rojo.
Desde 2010 trabaja en América Noticias en la sección de espectáculos.
En la temporada teatral 2011-2012 participó por primera vez como actor de Bravísima de Javier Faroni y Carmen Barbieri. Actuó junto con Zulma Faiad, Santiago Bal, Rodrigo Lussich, Claudia Albertario, Gabriela Mandato, Vicky Xipolitakis, Andrea Ghidone, Andrea Estévez, Beto César y Germán Kraus.
En 2020 se despidió de Intrusos, regresando entre febrero y mayo de 2022, con la conducción de Flor de la V. Desde enero a marzo de 2023 fue panelista de EPA! con la conducción de Nicolás Magaldi. 
Actualmente, es panelista y conductor en ausencia de Luis Ventura del programa Secretos Verdaderos en los sábados de la pantalla de América TV.